# Väike Poldilaid
Väike Poldilaid ist eine unbewohnte Insel, 20 Meter von der größten estnischen Insel Saaremaa entfernt. Die Insel liegt in der Landgemeinde Saaremaa im Kreis Saare. Sie liegt in der Bucht Udriku laht im Kahtla-Kübassaare hoiuala.
Väike Poldilaid ist 190 Meter lang und 110 Meter breit.